# HK SL6
Heckler & Koch SL6 — спортивный карабин с полусвободным затвором с роликовым торможением производства немецкой компании Heckler & Koch. В основу взята спортивная винтовка HK630, и SL6 является версией этой винтовки с укороченным стволом. Карабин продавался для охоты и спортивной стрельбы. SL6 использует автоматику с полусвободным затвором и роликовым торможением, унаследованную от автоматической винтовки G3. Патронник винтовки имеет канавки Ревелли для облегчения экстракции. Рукоятка затвора расположена справа на ствольной коробке. Ручной предохранитель находится слева, над передней частью спусковой скобы. Питание патронами осуществляется из магазинов емкостью 3 или 10 патронов. Ложа деревянная. Прицельные приспособления представлены мушкой в намушнике и диоптрическим целиком барабанного типа. На ствольной коробке имеются пазы для крепления оптических прицелов.
H&K SL6 производился до 1991 года и в настоящее время в производстве заменен на винтовку H&K SLB 2000. SL6 имеет два варианта: HK SL7 (винтовка под патрон 7,62×51 мм НАТО) и SL6A2 (версия, оснащенная пламегасителем).

## Тактико-технические характеристики
- Вес — 3,6 кг
- Длина — 1010 мм
- Длина ствола — 450 мм
- Патрон — .223 Remington,5,56х45 мм НАТО
- Принцип работы — полусвободный затвор с роликовым торможением
- Темп стрельбы — полуавтоматический
- Вид боепитания — коробчатый магазин на 3 или 10 патронов
- Прицельные приспособления — мушка в намушнике и диоптрический целик барабанного типа